# Mariakerk (Haarlem)
De Mariakerk is een kerkgebouw in de Noord-Hollandse stad Haarlem. De kerk staat aan de Rijksstraatweg in Haarlem-Noord, in de wijk Delftwijk, net ten noorden van de Jan Gijzenvaart. Oorspronkelijk heette de kerk de Rooms-Katholieke Kerk van Onze Lieve Vrouw van Zeven Smarten en Sint Bavo en is zij gewijd aan Maria. Bij de kerk bevindt zich een begraafplaats.

## Geschiedenis
Op 14 juni 1844 werd goedkeuring verleend voor een nieuwe parochie, die werd afgescheiden van de parochie van Velsen. Met deze afscheiding kreeg Schoten per 26 juni 1844 een eigen parochie. De parochie maakte gebruik van een bijkerk die in 1810 was gebouwd in Schoten, verder is er weinig bekend over deze kerk.
Nadat de parochie over voldoende financiële middelen beschikte werd op 22 april 1856 begonnen met de bouw van een nieuw kerkgebouw. Op 25 augustus 1858 werd deze neogotische H. Sint Bavokerk in gebruik genomen. Eind 19e en begin 20e eeuw kwam de woningbouw ten zuiden van de Jan Gijzenvaart op gang. In 1911 telde de parochie 1.600 parochianen. Vanaf 1928 volgde ook woningbouw ten noorden van de vaart, waardoor het aantal parochianen verder toenam. Het kerkgebouw werd daardoor al snel als te klein ervaren.
Aanvankelijk werden plannen gemaakt voor uitbreiding en renovatie van de bestaande kerk. Uiteindelijk werd echter gekozen voor nieuwbouw. De architecten Simons en Voorvelt leverden het ontwerp. Op 30 april 1934 werd de torenspits van de oude kerk verwijderd en in 1935 werd het schip afgebroken.
Vlak bij de oude kerk werd een nieuwe kerk gebouwd. Deze werd gewijd aan Onze Lieve Vrouw (Maria), met Sint Bavo als tweede patroonheilige. Dat laatste was mede het gevolg van het feit dat er in Haarlem al twee andere kerken de naam van Sint Bavo droegen. De nieuwe kerk werd op 22 maart 1936 ingewijd.
Vanaf eind 1993 werd de naam van de kerk vereenvoudigd tot Mariakerk en werd zij de centrale kerk van de parochie Schoten, nadat de H.H. Petrus en Pauluskerk aan de eredienst was onttrokken. Op zondag 27 september 2020 werd de kerk definitief gesloten en werd ook de parochiegemeenschap opgeheven.
Sinds 2024 houdt de Russisch-Orthodoxe parochie Heilige Sergius van Radonezj diensten in het kerkgebouw.

## Beschrijving
De kerk is gebouwd als een driebeukige basiliek met een semi-vrijstaande doopkapel en een semi-vrijstaande toren. De doopkapel bevindt zich links van de voorgevel, de toren aan de rechterzijde. Het complex is opgetrokken in traditionalistische stijl met invloeden van de romaanse en vroegchristelijke kerkbouw in Italië.
De langwerpige terracotta beeldhouwwerken links en rechts aan de voorgevel stellen ‘Rechtvaardigheid’ en ‘Vrede’ voor. De beelden zijn vervaardigd door beeldhouwer W.C. Brouwer in zijn atelier te Leiderdorp.
De kerk is aangewezen als gemeentelijk monument.

### Begraafplaats
Kort na de bouw van de eerste kerk, gewijd aan Sint Bavo, werd begonnen met de aanleg van een eigen kerkhof. Dit werd ingewijd op 29 april 1857. In 2007 vond een grote renovatie plaats van het toen 150 jaar oude kerkhof. Naast traditionele graven beschikt het kerkhof ook over een columbarium.
De Rooms-Katholieke Begraafplaats Sint Bavo beslaat een oppervlakte van 14.000 m² en omvat 334 graven.

## Varia
- Naar de kerk is het Schoterkerkpad langs de Jan Gijzenvaart in Santpoort-Zuid vernoemd. Dit pad diende om bij deze kerk, die ook wel de Schoterkerk werd genoemd te komen.[7]